# Rob Fisher
Rob Fisher (Cheltenham, 5 novembre 1956 – 25 agosto 1999) è stato un tastierista e cantautore britannico noto per la sua militanza nei gruppi Naked Eyes e Climie Fisher.

## Biografia
Durante gli studi superiori svolti al Lord Wandsworth College nell'Hampshire formò il suo primo gruppo musicale, i Cirrus, con Nick Ryall alla chitarra e al flauto e Ray Copp al basso. All'Università di Bath fece parte dei Whitewing (1975–78) e degli Xtians (1978). L'anno seguente, insieme a Pete Byrne, formò i Neon che pubblicarono due singoli nel 1980–81 per le etichette 3D Music e Carrere Records con Neil Taylor, Manny Elias, Curt Smith e Roland Orzabal prima dello scioglimento nel dicembre del 1981.
Mentre Smith e Orzabal nel 1981 formano i Tears for Fears, Fisher e Byrne, figure cardini nei primi tempi del synth pop, formano il duo Naked Eyes, con il quale colgono nel 1983 due grandi successi con la cover di Always Something There to Remind Me composta da Burt Bacharach e con Promises, Promises. Dopo altri due brani che entrano nella Top 40 statunitensi, When the Lights Go Out e (What) In the Name of Love, Fisher e Byrne nel 1985 intraprendono strade diverse, salvo ritornare insieme diversi anni dopo.
Nel 1986, Fisher riemerge insieme al cantante e compositore Simon Climie, incontrato agli Abbey Road Studios durante alcune session di registrazione, formando il duo Climie Fisher con il quale ottengono altri due grandi successi nel biennio 1987–88, Love Changes (Everything) e Rise to the Occasion che entrano nelle posizioni alte delle classifiche europee e statunitensi.
Dopo la fine del duo, avvenuta nel 1990, Fisher collaborò per diversi brani di Rick Astley e Jules Shear e fondò un suo studio di registrazione, TheStoneRoom, nello Shepherd's Bush, dove progettò insieme a Pete Byrne un terzo album dei Naked Eyes che non sarà realizzato. Alcune canzoni di quel periodo confluiranno nel 2001 nell'album solista di Byrne The Real Illusion.
Fisher muore nell'agosto del 1999, nel Surrey, a soli 42 anni, per un cancro al colon.